# Charly Ndjoume
Charly Ndjoume, född 11 november 1986, är en kamerunsk simmare.
Vid olympiska sommarspelen 2020 i Tokyo slutade Ndjoume på 64:e plats på 50 meter frisim och blev utslagen i försöksheatet.